# Johnny Suede
Pour plus de détails, voir Fiche technique et Distribution.
Johnny Suede est un film franco-helvéto-américain réalisé par Tom DiCillo, sorti en 1991.

## Synopsis
Johnny rêve de devenir un chanteur célèbre et vit en attendant de petites combines. Plaqué par la fille qu'il aime, Darlette, il commence à déprimer, avant de rencontrer Yvonne. Cette jeune femme responsable, éducatrice pour enfants handicapés, est à l'opposé de Darlette. Pourtant, séduit par sa patience, Johnny s'installe chez elle…

## Fiche technique
- Titre : Johnny Suede
- Réalisation : Tom DiCillo
- Scénario : Tom DiCillo
- Musique : Jim Farmer
- Photographie : Joe DeSalvo
- Montage : Geraldine Peroni (en)
- Décors : Patricia Woodbridge et Stephanie Carroll
- Costumes : Jessica Haston
- Pays de production :  États-Unis,  France,  Suisse
- Format : couleurs
- Genre : comédie
- Durée : 95 minutes
- Date de sortie : 1991

## Distribution
- Brad Pitt : Johnny Suede
- Calvin Levels : Deke
- Catherine Keener : Yvonne
- Alison Moir : Darlette
- Michael Luciano : Mr. Clepp
- Richard Boes : Man in Tuxedo
- Cheryl Costa : Woman in Alley
- Nick Cave : Freak Storm
- Peter McRobbie : Flip Doubt
- Samuel L. Jackson : B-Bop

## Distinctions
- Léopard d'or au Festival de Locarno.